# آية الله
آية الله أو آية الله العظمى لقبان دينيّان يُستخدَمان من قبل الشيعة الاثنى عشرية لمن يبلغ درجة الاجتهاد في الفقه الإسلامي وفق المذهب الجعفري.

## لقب آية الله
يدلّ لقب «آية الله» في الحوزات الشيعيّة المعاصرة خاصّة، وبين الشيعة عمومًا بأنّ صاحب اللقب حاز على ملكة الاجتهاد، وبالتالي فهو «مجتهد» يستطيع أن يستخرج الأحكام الدينيّة والشرعيّة من مصادر التشريع الإسلاميّ، كما ويستطيع أن يعلّم الطلاب كيفيّة استخراج الأحكام وهو ما يحصل عبر تدريس «البحث الخارج» في الحوزات الشيعيّة، كما يصبح له الحقّ بالتصدّي لمنصب الإفتاء العام، أو أن ينتخب من قبل المجتهدين الآخرين لمنصب الإفتاء العام.
إنّ لقب «آية الله» أصبح لقبًا علميًّا وليس عبارة من أجل التفخيم والتعظيم، فهي تنطوي على الإشارة إلى المنصب العلمي الذي حازه العالم.

## لقب آية الله العظمى
أما لقب (آية الله العظمى) بزيادة لفظ (العظمى) فهو يطلق على المجتهد الذي يقوم بتدريس البحث الخارج وفقا لرأيه الذي استنبطه من مصادر التشريع الإسلامية، والذي بدأ يفتي للناس وذلك إمّا بأن تكون شعبيته توسّعت، وقام الناس بتقليده في المسائل الشرعية، أو من خلال انتخاب العلماء والمجتهدين وأهل الخبرة في الحوزات العلميّة الشيعيّة لهذا المنصب، فيبقى محتفظا بهذا اللقب الأوّل «آية الله» ويضاف إليه لفظة «العظمى» ويكون هو (المقلَّد)، وقدّ سمّي مقلّدًا لأن الناس يجعلون ذمتهم قلادة في عنقه يتحمل في ذمته أفعالهم وفق ما توصل إليه هو من الأدلة، فهو ما يطلق عليه (المجتهد الجامع للشرائط)، أي شرائط التقليد له بالعمل وفق مايستنبطه من الأدلة الشرعية، وعادةً ما ينشر فتاواه في (رسالة ٍعملية) والرسائل العملية تضم الفتاوى التي يحتاجها المقلدون في مختلف الأبواب العبادية والمعاملات والعقود، وعادةً ما تتشابه هذه الرسائل في المسائل الرئيسيّة إلى حد كبير ولا تختلف إلا في بعض الأمور من حيث شدة الاحتياط أو التساهل والتبسيط، وعادة ما تدور حول أمور بحثها المجتهد مع تلامذته بشكل استدلالي مفصل ولكنها تقدم لعامة الناس بصورة موجزة ومختصرة ومجردة من الأدلة التفصيليّة.

## شروط المرجع
- رجلًا (أي ليس امرأة).
- بالغًا (لايكون طفلًا).
- عاقلًا (يعي مايفعل، ليس مجنونًا ولا مجذوبًا).
- شيعيًا اثنا عشريًا.
- طاهر المولد (ليس ابن زنا).
- حيًا (الميّت لايُرجع إليه) إلا ان بعض المراجع أجازوا الرجع إليه إذا لم يتوفر من الأحياء.
- حرًا (ليس عبدًا مملوكًا).
- عادلا.
- مجتهدا (مجتهدا في جميع المعارف الدينية وليس الفقه والأصول فقط أي الحلال والحرام).

## تاريخ اللقب
لم يكن لقب «آية الله» ولا لقب «آية الله العظمى» يحملان هذه الدلالة طوال العصور والأزمنة التي مرّت على الحوزة الشيعيّة، بل كان هناك ألقاب أخرى تطلق على المجتهد وعلى مرجع التقليد، والمشهور هو أنّ لقب «آية الله» أطلق أولا على العلامة الحلي وهو ابن المطهر الحلي وبعد ذلك أطلق (آية الله العظمى) على محمد مهدي بحر العلوم، ثمّ بدأ يستخدم على باقي المجتهدين ومراجع التقليد.

## كيفيه منح اللقب
يمنح لقب آية الله أو آية الله العظمى بالإجازة الخطية أو الشفهية من كبار المراجع المجتهدين الذين يدرِّسون «البحث الخارج» في الحوزات العلمية، ولقلب آية الله يطلق على المجتهد في أحد معارف الدين (مجتهد في الفقه أو مجتهد في العقائد...)
وأما لقب آية الله العظمى فيطلق على الفقيه الجامع للشرائط أي المرجع الديني المجتهد في جميع منظومة المعارف الدينية.